# Падодака
Падодака (санскр. पादोदक, IAST: pāda-udaka, «вода [с] ног») — святая вода в индуизме и, особенно в шиваитской школе Лингаятов: в этой школе Падодака является одной из Аштаваран. Это вода, которая использовалась для омывания и почитания ног Гуру или джангама, или вода, которая была возлита на Лингам или вообще на любое мурти. В народном индуизме широко применяется для призывания удачи и благословения небес — так, Падодакой часто окропляют новый дом перед вселением, новый автомобиль и т.д.